# Anton Yen Goh
Anton Yen Goh (* 26. Mai 2005 in Singapur) ist ein singapurischer Fußballspieler.

## Karriere
Anton Yen Goh erlernte das Fußballspielen in der Schulmannschaft vom Victoria Junior College. Am 1. Januar 2022 wechselte er in die Juniorenmannschaft des Erstligisten Tampines Rovers. Sein Erstligadebüt für die Rovers gab der Juniorenspieler am 10. Juni 2023 (16. Spieltag) im Heimspiel gegen Hougang United. Bei dem 2:0-Erfolg wurde er in der 90.+5 Minute für Joel Chew eingewechselt.